# Middlesbrough Ironopolis FC
Middlesbrough Ironopolis FC (celým názvem: Middlesbrough Ironopolis Football Club) byl anglický fotbalový klub, který sídlil ve městě Middlesbrough v nemetropolitním hrabství North Yorkshire.
Založen byl v roce 1889 bývalými členy Middlesbrough FC, kteří chtěli působit na profesionální bází a to jim tehdy jejich bývalý amatérský klub neumožňoval. V letech 1890 až 1893 hráli Ironopolis v Northern League, tehdejší poloprofesionální soutěž, která se snažila konkurovat profesionální Football League. Po třech po sobě jdoucích vítězstvích byl klub přijat právě do Football League, ovšem vysoká finanční náročnost soutěže byla pro klub v konečném součtu likvidační. Zanikl hned po své první profesionální sezóně v roce 1894.
Své domácí zápasy odehrával na stadionu Paradise Ground s kapacitou 14 000 diváků.

## Historické názvy
Zdroj: 
- 1889 – Ironopolis FC (Ironopolis Football Club)
- 1893 – Middlesbrough Ironopolis FC (Middlesbrough Ironopolis Football Club)
- 1894 – zánik

## Úspěchy v domácích pohárech
Zdroj: 
- FA Cup
  - Čtvrtfinále: 1892/93

## Umístění v jednotlivých sezonách
Stručný přehled
Zdroj: 
- 1890–1893: Northern Football League
- 1893–1894: Football League Second Division

Jednotlivé ročníky
Zdroj: 
Legenda: Z - zápasy, V - výhry, R - remízy, P - porážky, VG - vstřelené góly, OG - obdržené góly, +/- - rozdíl skóre, B - body, červené podbarvení - sestup, zelené podbarvení - postup, fialové podbarvení - reorganizace, změna skupiny či soutěže
| Anglie (1890 – 1894) |                          |        |    |    |   |    |    |    |     |    |        |
| Sezóny               | Liga                     | Úroveň | Z  | V  | R | P  | VG | OG | +/- | B  | Pozice |
| 1890/91              | Northern Football League | –      | 14 | 9  | 2 | 3  | 37 | 24 | +13 | 20 | 1.     |
| 1891/92              | Northern Football League | –      | 16 | 14 | 1 | 1  | 49 | 13 | +36 | 29 | 1.     |
| 1892/93              | Northern Football League | –      | 10 | 9  | 1 | 0  | 22 | 6  | +16 | 19 | 1.     |
| 1893/94              | Second Division          | 2      | 28 | 8  | 4 | 16 | 37 | 72 | -35 | 20 | 11.    |